# Super Trouper (musikgrupp)
Super Trouper är ett svenskt Abba-tributband. De har varit aktiva sedan 1996. Bandet har sedan starten spelat runtom i Skandinavien.

## Medemmar
- Lisa Backhans – Agnetha
- Agneta Höglund – Frida
- Mats Frisell – Björn
- David Myhr – Benny
- Mathias Garnås – Bas
- Anders Hellgren – Trummor
- Lisa Bengter – Synth
- Jan Carlsson – Gitarr